# Nacionalizacija
Nacionalizacija ili izvlaštenje je čin kojim država oduzima privatno vlasništvo nekretnina ili poslova (zemljište, zgrade, tvrtke) ili npr. tvornica ili radionica. Suprotnost je denacionalizacija ili privatizacija.
Nacionalizacija je proces kojom industrija ili imovina postaju javno vlasništvo vlade ili države. Nacionalizacija se većinom odnosi na privatno vlasništvo, ali može se odnositi i na vlasništvo nižih razina vlasti, npr. gradova, koje se prenosi u javni sektor da bi njima upravljala ili ga koristila država. 
Renacionalizacija je slučaj kad se imovina koja je u vlasništvu države privatizira i kasnije nacionalizirana, što se događa najčešće kad na vlast dođe druga politička stranka ili frakcija. Renacionalizacija se može nazivati i preokrenuta privatizacija. Nacionalizacija se koristi da se naglasi ili direktno vlasništvo i upravljanje kompanijom ili kad vlada stekne većinski vlasnički udio u nominalno privatnoj ili javnoj kompaniji.
Razlozi privatizacije mogu biti politički ili ekonomski. Nacionalizacija ili djelomična nacionalizacija može imati različite motive kao primjerice:
- stvaranje dodatnog prihoda državi kroz poslovne aktivnosti.
- jedan primjer je djelovanja nacionalsocijalista nakon preuzimanja vlasti. Nacionalizacije mogu pridonijeti financiranju režima ili rata.
- nacionalizacija (u smislu otimanja ili zapljene) nakon komunističkih revolucija
- djelomična nacionalizacija može u iznimnim situacijama služiti i kao sredstvo za stabiliziranje politike, na primjer u teškoj gospodarskoj krizi privatizacijom banaka zbog sprječavanja stečaja. Nacionalizacija je centralna ideja „socijalističke” politike koja je smatrala da sredstva za proizvodnju, distribuciju i razmjenu trebaju biti u vlasništvu države u ime naroda ili radničke klase, da bi se omogućila racionalna distribucija proizvoda, konsolidacija resursa i racionalno planiranje ili kontrola  ekonomije. Mnogi socijalisti vjeruju da javno vlasništvo omogućava narodu da izvršava punu demokratsku kontrolu nad sredstvima kojima zarađuju za život i daje im efikasno sredstvo za raspodjelu proizvoda u korist cjelokupne javnosti, kao i sredstva za javne financije.

Nacionalizirana proizvodnja, koja mora djelovati u skladu s javnim interesom, može biti pod snažnim političkim ili socijalnim pritiscima jer mora mnogo više pažnje posvetiti vanjskim kretanjima. Takve kompanije mogu biti obavezne da izvrše neke aktivnosti koje proizvode gubitak, a pri čemu su socijalne koristi mnogi veće nego društveni troškovi – npr. poštanske službe i službe transporta. Kao primjer, Pošti Sjedinjenih američkih država status nacionalizirane firme garantira sam Ustav SAD. Vlada je tu prepoznala svoju društveni obavezu, i u nekim slučajevima, daje subvencije za takve nekomercijalne djelatnosti.
Pošto je nacionalizirana industrija u vlasništvu države, vlada je odgovorna za rješavanje mogućih dugova koji bi mogli nastati u takvoj proizvodnji. Nacionalizirana industrija u pravilu ne posuđuje na domaćem tržištu, osim kratkotrajnih pozajmica. Kako god bilo, ako nacionaliziranja kompanija donosi profit, ona se često koristi kao sredstvo za financiranje drugih državnih službi, kao što su socijalni programi i istraživanja vlade koja bi mogla smanjiti porezno opterećenje. 
Nacionalizacija se može provesti s ili bez obeštećenja prijašnjih vlasnika. Ako se izvrši bez kompenzacije radi se o eksproprijaciji. Nacionalizacija je pojam različit od redistribucije vlasništva kojim vlada stječe vlasništvo nad nacionaliziranom imovinom. Ponekad je nacionalizacija izvršena tako da vlada preuzme imovinu stečenu na nezakonit način. Npr. francuska vlada je preuzela proizvođača automobila Renault jer su vlasnici surađivali s nacistima koji su okupirali Francusku.

## Kompenzacija
Ključno pitanje kod nacionalizacije je kompenzacija bivšeg vlasnika. Najkontroverznije nacionalizacije, poznate pod nazivom izvlašćivanje, su takve kod kojih nema kompenzacije ili je iznos koji je plaćen daleko manji od stvarne vrijednosti imovine. Mnoge nacionalizacije izvršene su upravo izvlašćivanjem nakon revolucija.
Tradicionalni zapadni stav o kompenzaciji je izrazio Sekretar SAD Cordell Hull, godine 1938. i tijeku Meksičke nacionalizacije naftne industrije, da kompenzacija treba biti “brza, učinkovita i adekvatna”. Prema ovom shvaćanju, država koja provodi nacionalizaciju je obavezna prema međunarodnom pravu platiti strani koja je lišena imovine punu vrijednost imovine koja se oduzima. Suprotno mišljenje zastupaju većinom zemlje u razvoju, i zahtijevaju da se pravo na kompenzaciju prepusti u potpunosti suverenitetu države, u skladu s Kalvo klauzulom. Komunističke države smatrale su da ne postoji dužnost kompenzacije, u skladu sa socijalističkim shvaćanjem privatne imovine. 
Godine 1962., Generalna Skupština Ujedinjenih Naroda usvojila je Rezoluciju 1803., “Stalni Suverenitet na nacionalnim resursima”, koja određuje da u slučaju nacionalizacije, vlasnik “treba dobiti odgovarajuću kompenzaciju u skladu s međunarodnim pravom”. Takvim odredbama, UN je odbio i tradicionalne Kalvo klauzule i komunističko shvaćanje. Izraz „odgovarajuća naknada” predstavlja kompromis između tradicionalnih shvaćanja, uzimajući u obzir potrebe zemalja u razvoju da nastave s reformom čak i bez mogućnosti da isplate punu kompenzaciju, i zapadnih shvaćanja o zaštiti privatne imovine.
Kad se nacionalizira velika kompanija, cijena kompenzacije je tako visoka da su mnoge legalne nacionalizacije izvršene u slučajevima kad su kompanije od nacionalnog značaja došle do bankrota i mogu biti preuzete od vlade za malo ili bez novaca. Tipični primjer je nacionalizacija u britanske firme British Leyland Motor Corporation. U drugim slučajevima, vlada je smatrala da je važno steći kontrolu nad institucijama koje imaju strategijski ekonomski značaj. Slučaj s Rolls-Royce plc., nacionaliziranim 1971., je zanimljiv spoj ovih dva argumenta. Ova politika je ponekad uspijevala osigurati kontrolu vlade na glavnim pozicijama ekonomije, da tako bolje upravlja ekonomijom u dugotrajnom razvoju i srednjovremenskoj stabilnosti. Opseg ovakve politike smanjio se u 1980.-tim i 1990.-tim kad su vlade privatizirale industriju koja je bila nacionalizirana, tako da su zamijenili njezin strategijski ekonomski utjecaj korištenjem poreznog sistema i visinom kamatnih stopa. Ipak, nacionalne i lokalne vlasti vidjele su prednost u zadržavanju ključne strategijske imovine u institucijama koje nisu vođene samo stvaranjem profita i mogu uzimati sredstva i izvan javnog sektora, ali još uvijek zadržavaju određenu javnu odgovornost. Primjeri iz prošlih par godina u Ujedinjenom Kraljevstvu su i stjecanje prava britanske željezničke infrastrukturalne firme Railtrack u neprofitnu kompaniju Network Rail i raspodjela dionica zajedničkih zgrada u “ruke društva za upravljanje”.

## Značajnije nacionalizacije prema državama

### Argentina
- 1918. Revolucija Univerziteta i nacionalizacija univerziteta
- 2009. Aerolíneas Argentinas je renacionaliziran

### Australija
- 1948. Australijske su vlasti pokušale nacionalizirati banke, ali to je Visoki Sud Australije u slučaju “Banka Novog Sjevernog Welsa” u Commonwealthu proglasio neustavnim.

### Bolivija
- 2006. - U svibnju 2006., novo izabrani bolivijski predsjednik Evo Morales izjavljuje da planira nacionalizirati državnu naftnu industriju; kompanije u stranom vlasništvu dobile su šest mjeseci da ponovo pregovaraju o sadašnjim ugovorima.

### Čehoslovačka
- 1945. Velika proizvodna poduzeća.
- 1948. Sva proizvodna poduzeća.

### Čile
- 1972. Čileanska nacionalizacija industrije bakra pod vladom na čelu sa Salvadorom Allendeom.

### Egipat
- 1956. – 26. srpnja 1956. egipatski predsjednik Gamal Abdel Nasser nacionalizirao je Suez Canal Company, i tako izazvao UK, Francusku i Izrael da pokrenu kombinirani napad na Egipat, koji je zaustavljen prvim mirovnim uključenjem snaga UN-a.

### Filipini
Tijekom vladavine Ferdinanda Marcosa, važne kompanije kao PLDT, Philippine Airlines, Meralco i Manila Hotel su nacionalizirane. Ostale tvrtke su ponekad spojene s ovim kompanijama u vlasništvu države, kao i s drugim kompanijama, npr. s Napocor i Philippine National Railways, koje na svom području djelatnosti imaju monopol (izuzetak su Meralco i Manila Hotel). Danas su ove kompanije ponovo privatizirane i neke, kao PLDT and Philippine Airlines, više nemaju monopol. Druge, kao npr. Napocor, koji je osnovala i ima u vlasništvu država, su u procesu privatizacije.

### Francuska
Nacionalizacija u Francuskoj potječe još od vremena kraljevstva i slobodnih gradova osnovanih pod stranim režimom, npr. monopol na prodaju duhana. Telekomunikacijske kompanije u Francuskoj France Telecom i La Poste su relikti državnih poštanskih i telekomunikacijskih monopola. Nakon Drugog svjetskog rata počela je pojačana nacionalizacija. Drugi val privatizacije započeo je 1982.
- 1938. Societe Nationale des Chemins de Fer Francais (SNCF) (u početku je 51 % u vlasništvu države, a taj udio je narastao na 100 % godine 1982.)
- 1945. nekoliko nacionalizacija u Francuskoj, uključujući najvažnije banke i Renault. Kompanija je oduzeta zato što je Louis Renault navodno surađivao s nacistima. Ta optužba je ostala bez presude i nakon njegove smrti, tako da je ovaj slučaj ostao poseban i rijedak. Kasnija presuda (1949.) zaključuje da tvornica Renault nije surađivala s nacistma. Renault je bio uspješan, ali neprofitan od kad je nacionaliziran i ostao je uspješan i danas, iako je privatiziran 1996.
- 1946. Charbonnages de France, Electricite de France (EdF), Gaz de France (GdF)
- 1982. Veliki dio bankovnog sektora i industrije od strategijskog značenja, posebno elektroindustrija i telekomunikacije, nacionalizirane su za vrijeme novog predsjednika Françoisa Mitterranda i PS-om vođene vlade. Mnoge od ovih kompanija su privatizirane nakon 1986.

Pariško regionalno prijevozno poduzeće, Regie Autonome des Transports Parisiens (RATP), može također biti shvaćano kao nacionalizirano poduzeće.

### Grčka
- 1974. Nacionalizacija Olympic Airlines, glavne aviokompanije u Grčkoj. Kompaniju je otkupio njezin osnivatelj Aristoteles Onassis.

### Hrvatska
Jugoslavija je od 1947. do 1951. provela svoj prvi petogodišnji plan, a idejni tvorac plana bio je Andrija Hebrang. Agrarnom se reformom iz 1945. propisalo zavisno od kvalitete zemljišta, zemljišni maksimum od 25 do 35 hektara, a nacionalizacijom u zemljišne fondove dospijeva 390.510 ha (odnosno 7,5 % hrvatskoga teritorija) od toga 160.960 hektara šume. U nacionaliziranim površinama sudjeluju s 31 % konfiscirana njemačka imanja, 14,1 % zemljišta u vlasništvu banaka i udruga kapitala, 13 % veleposjednička imanja i 12,4 % crkveni posjedi. Najviše je zemljišta nacionalizirano na području oko Osijeka i Slavonskog Broda. U državnom vlasništvu od ukupne količine nacionaliziranog zemljišta ostaje 61,7 % uključivo gotovo sve šumske površine, 24,1 % prelazi u ruke lokalnog stanovništva, 12,1 % se podijelio kolonistima koji su uglavnom preuzimali napuštena imanja Nijemaca. Istočnu Slavoniju naseljavaju kolonisti Hrvati iz sjeverozapadnih krajeva i Dalmacije.  Godine 1953. je kolektivizacija obustavljena, a većina je seljaka spremno prihvatila mogućnost istupanja iz zadruga. Država (Jugoslavija) je ograničila veličinu privatnoga posjeda na maksimalno 10 do 20 hektara, a iz novostvorenog zemljišnog fonda formira velike kombinate u društvenom vlasništvu. Takvo je ograničavanje maksimuma zemljišta onemogućavalo modernizaciju privatnih posjeda i doveo do postupnog zaostajanja sela u socijalističkoj Jugoslaviji. Taj je zemljišni maksimum ukinut 1990. godine u Hrvatskoj.
Nacionalizaciju su komunisti započeli još tijekom II. svjetskog rata, time što su na područjima koje su kontrolirali plijenili imovinu “narodnih neprijatelja” (onih koje su prepoznali kao "ustaše", "špijune", "izdajnike" itd.). U vrijeme kada su komunisti stavljali pod kontrolu sve veći dio teritorija, Zemaljska komisija ZAVNOH-a za utvrđivanje zločina okupatora i njihovih pomagača dana 22. veljače 1945. god. donijela je posebna uputstva. Prema tim uputstvima, kada je pokrenut proces "protiv ratnog zločinca ili pomagača" odmah pod upravu Državne uprave narodnih dobara stavlja se sva njegova imovina. Dana 6. veljače 1945. godine donijeta je Odluka o prijelazu u državnu svojinu neprijateljske imovine.
Nacionalizacije za vrijeme  jugoslavenske komunističke vladavine u Hrvatskoj su bile motivirane komunističkom ideologijom, a vlasnici imovine su doživljavani i tretirani kao "klasni neprijatelj", koje valja izvrgnuti svakovrsnoj diskriminaciji. Trgovce se okrivljivalo za „špekulanstvo" i „crnoburzijanstvo", a iole imućnije seljake kao "kulake".
Ubrzo nakon kraja rata se pristupilo nacionalizaciji cjelokupne industrije i drugih krupnih poduzeća, od koje je oko pola bilo u vlasništvu osoba iz drugih država. Najprije je oduzeta sva imovina iz država koje su ratovale na strani Sila Osovine, a 1946. godine se krenulo i s nacionalizacijom imovine osoba iz savezničkih i neutralnih država.
U kontekstu neprijateljstva prema Nijemcima u cjelini, U čl. 30. Zakona o konfiskaciji imovine i izvršenju konfiskacije ("Službeni list Demokratske federativne Jugoslavije" br. 40/45 i 70/45) bilo je propisano da se u cijelosti ima nastaviti s konfiskacijom "imovine lica njemačke narodnosti" prema ranijoj odluci AVNOJ-a od 21. studenog 1944. godine. Folksdojčeri kao skupina su skoro u cijelosti protjerani.
Pariški ugovor o miru s Italijom iz 1947. i  Londonski memorandum iz 1954. dali su stanovnicima prisvojenog teritorija od Italije izbor, da uzmu jugoslavensko državljanstvo i ostanu; ili da uzmu talijansko i emigriraju (odatle naziv optanti, za one koji su odlučili otići). Ovim iseljenicima talijanska država je kompenzirala gubitak imovine, a taj trošak joj je Jugoslavija priznavala pod račun plaćanja ratnih šteta iz II. svjetskog rata.
Jugoslavenske vlasti su od Njemačke i Italije naplatile znatnu naknadu ratnih šteta, uključujući one zbog stradanja svojih stanovnika i uništavanja privatne imovine. Iznosi od naknade ratnih šteta i tzv. "pomoći" koji su s tog osnova naplaćivani, korišteni su za razne investicije u državna poduzeća i infrastrukturne projekte.

### Island
- 2008. Renacionalizacija najvećih komercijalnih banaka na Islandu: Kaupþing, Landsbanki, Glitnir i Icebank.
- 2009. Nacionalizacija Straumur Investment Bank i štedne banke SPRON.

### Indija
Nacionalizirane banke su prema nekima zaslužne, uključujući i ministra P. Chidambarama, da su pomogle spasiti Indijsku ekonomiju za vrijeme globalne ekonomske krize 2007-2009.
- 1949. (1. siječnja) Reserve Bank of India je nacionalizirana. Reserve Bank of India je u vlasništvu države od vremena kad je Indija postala samostalna.
- 1953. Air India prema Zračnom korporacijskom aktu 1953.
- 1955. Imperial Bank of India i njezine podružnice (State Bank of India i njezine podružnice)
- 1969. Nacionalizacija 14 indijskih banaka.
- 1973. Industrija ugljena i naftne kompanije
- 1980. Još šest banaka je nacionalizirano

### Iran
- 1953. Iranski premijer Mohammed Mossadegh nacionalizirao je Anglo-Persian Oil Company u Iranu.

### Irska
- 1940. Željeznica je u Republici Irskoj nacionalizirana 1940. kao Coras Iompair Eireann
- 2009. 16. siječnja 2009, irska vlada nacionalizirala je Anglo Irish Bank da bi osigurala održanje banke.
- 2010. Banka u vlasništvu države Anglo Irish Bank preuzima većinsku kontrolu nad jednom od najvećih Irskih kompanijama QUINN group i stavlja je u javno vlasništvo.

### Izrael
- 1983. Nacionalizacija najvećih izraelskih banaka: Bank Hapoalim, Bank Leumi, Discount Bank, Mezrachi Bank zbog Krize bankovnih dionica koja je pogodila Izrael 1983.

### Italija
- 1905. Talijanske željeznice su nacionalizirane kao Ferrovie dello Stato.

Režim Benita Mussolinija proširio je nacionalizaciju, i stvorio Istituto per la Ricostruzione Industriale (IRI) kao državnu holding kompaniju za preuzimanje firmi, među njima i proizvođača automobila akcijsko društvo Alfa Romeo. Paralelno tijelo,  Ente Nazionale Idrocarburi (Eni) je osnovano da bi zaštitilo državne interese na području naftne industrije.

### Japan
- 1906. Railway Nationalization Act u Japanu nacionalizirao je 17 željezničkih kompanija i stvorena je jedinstvena željeznička mreža koja je kasnije nazvana Japanese National Railways.

### Južna Koreja
- 1946. USAMGIK je nacionalizirao sve južnokorejske privatne željezničke kompanije i stvorioOdjeljenje transporta. Ono se danas zove Korail.

### Kanada
- 1918. Canadian National Railways, osnovana je spajanjem nekoliko sistema širom zemlje, nakon čega sljedi njihov bankrot tijekom i nakon Prvog svjetskog rata, i od tada su privatizirane. (Air Canada, Canadian Broadcasting Corporation, Marine Atlantic i Via Rail bile su sve podružnice jedne tvrtke)
- 1944. Hydro-Québec, prvi put je stvoren kroz djelomičnu privatizaciju električnog koncerna u blizini Montreala, u Quebecu, koje je provela liberalna vlada Adélarda Godbouta. Za vrijeme Tihe revolucije na početku 1960-tih, ostalih 11 elektro tvrtka u privatnom vlasništvu u Quebecu nacionalizirala je liberalna vlada Jeana Lesagea.
- 1975. Potash Corporation of Saskatchewan, Provincija Saskatchewan nacionalizirala je dio potaša industrije. Mnogi proizvođači potaša pristali su da prodaju vladi svoje vlasništvo umjesto da budu nacionalizirani.
- 1975. Liberalna vlada na čelu s Pierreom Trudeauem usvojila je Petro-Canada Act, koji je ustanovio korporaciju u vlasništvu kraljice, čiji cilj je da razvija i zaštiti kanadasko prisustvo u naftnoj industriji.

### Kanalski Otoci
- 2003. Aurigny Air Services je otkupila Država Guernsey da se održe dragocjeni putevi od otočja do Londona.

### Kuba
Vlada Fidela Kastra postepeno je izvlastila sve privatne tvrtke u stranom vlasništvu nakon Kubanske revolucije 1959. Većina od ovih kompanija bile su u vlasništvu korporacija i osoba iz SAD. Dionice s kamatnom stopom od 4,5 % preko dvadeset godina nuđene su tvrtkama iz SAD-a, ali ponudu je odbio veleposlanik SAD-a Philip Bonsal, koji je tražio kompenzaciju unaprijed. Samo mala svota, 1,3 milijuna USD, je plaćena SAD-u prije nego što je suradnja prekinuta. SAD su napravile registar zahtijeva protiv Kubanske vlade, i tamo se na kraju našlo 5,911 zahtijeva kompanija. Kubanska vlada je odbila pregovarati o učinkovitoj i adekvatnoj kompenzaciji zahtjeva iz SAD-a. Vlada SAD je i dalje zahtijevala kompenzaciju svojim kompanijama. Između 1966. – 68., Vlada Fidela Kastra nacionalizirana je sve preostale kompanije u privatnom vlasništvu na Kubi, sve do uličnih prodavača.

### Malta
- 1974. Bank of Valletta je osnovana nakon nacionalizacije Central Bank of Malta

### Meksiko
- 1982. Nacionalizacija bankarskog sustava meksičkog predsjednika Joséa López Portilla, kasnije za vrijeme vlade Carlosa Salinas de Gortari (1988.–1994.) je veliki broj banaka privatiziran.

### Nizozemska
- 2008. Nizozemska vlada nacionalizirala je nizozemski dio poslovanja Belgijsko-Nizozemskog bankarskog osiguravajućeg društva Fortis, koje je imalo problema sa solventnošću zbog međunarodne financijske krize.

### Novi Zeland
- 2001. Centralna vlada kupila je Central željezničku mrežu iz Aucklanda od kompanije Tranz Rail.
- 2003. Laburistička vlada Novog Zealanda preuzela je oko 80 % udjela iz nacionalnog avionskog prijevoznika na rubu bankrota, Air New Zealand u zamjenu za veliku financijsku pomoć.
- 2004. Preostali dio državne željezničke mreže je kupio ke Toll New Zealand, prije nazivanog Tranz Rail. Nova tvrtka u vlasništvu države, ONTRACK, osnovana je da sačuva željezničku infrastrukturu.
- 2008. Većinski udio u Toll New Zealand je kupile su centralne vlasti, i tako željeznički sustav dolazi pod potpunu vlast države i mijenja naziv u KiwiRail.

### Njemačka
Njemačke željeznice privatizirane su nakon 1. svjetskog rata. Djelomična privatizacija Deutsche Bahn je trenutačno u tijeku od 2008.
Mnoge kompanije u Istočnoj Njemačkoj  nacionalizirane su nakon drugog svjetskog rata. Nakon ujedinjena, agencija, Treuhand, osnovana je da ih vrati u privatno vlasništvo. Ipak, zahvaljujući strukturalnim i ekonomskim problemima naslijeđenim od prijašnjeg režima, mnoge od ovih kompanija su likvidirane.
- 2008. Renacionalizacija "Bundesdruckerei" (Savezni Ured za Tisk), koji je privatiziran 2001.

### Pakistan
- 1972. 2. siječnja 1972, Zulfiqar Ali Bhutto, nakon pada Istočnog Pakistana, proglasio je nacionalizaciju svih većih industrija, uključujući željeznu i čeličnu, teško strojarstvo, tešku elektroniku, petrokemiju, cementare i javnu infrastrukturu.

### Poljska
- 1946. Nakon 2. svjetskog rata Narodna republika Poljska nacionalizirala je sva poduzeća s više od 50 zaposlenih.

### Portugal
- 1974. U godinama nakon Revolucije karanfila, lijevo vođena privremena vlada s jakom komunističkom i socijalističkom jezgrom je nacionalizirala banke, naftnu industriju, osiguravajuća društva i industrijska poduzeća. Jedna od kompanija bila je Companhia União Fabril (CUF), podružnica Champalimaud family i SONAE. Zajedno s telekomunikacijskim kompanijama, koje su vlasništvu države još od vremena prije revolucije, mnoge nacionalizirane kompanije su ponovo privatizirane 80-tih i 90-tih godina 20. stoljeća.
- 2008.: BPN - Banco Português de Negócios je nacionalizirana da se spriječi njen bankrot.

### Rumunjska
- 1948. Dekretom 119 u lipnju 1948. nova Rumunjska komunistička vlast je nacionalizirala sve postojeće privatne kompanije i njihove podružnice u Rumunjskoj vodeći k transformaciji rumunjske ekonomije od tržišne ekonomije k planskoj ekonomiji.

### Rusija
- 1998. Jeljcinova vlada počinje preuzimati podružnice Gazproma, tvrdeći da im tvrtka duguje poreze. Privatizacija Gazproma od sredine 1990-tih je ograničena na 38,37 % s namjerom da se postigne potpuna privatizacija. Preuzimanje Gazproma koje je provela ruska vlada povećalo se za 50 % u skladu s planom Vladimira Putina da poveća udio na upravljačkim položajima. Gazprom kupuju kako ruske tako i međunarodne tvrtke.

### Sjedinjene Američke Države
- 1862.: The Legal Tender Act nacionalizirao je monetarni sustav.
- 1863.: The National Bank Act nacionalizirao je bankovni sustav i još više pomogao monopolizaciji distribucije novca.
- 1917: Sve željeznice u SAD su nacionalizirane za vrijeme 1. svjetskog rata kao ratna mjera. Vraćene su u privatno vlasništvo 1920. 1933: Vlasništvo nad zlatom je nacionalizirano kao rezultat Ownership of gold was nationalized as a result of Executive Order 6102
- 1939.: Organizacija Tennessee Valley Authority povlači za sobom nacionalizaciju objekata bivše Tennessee Electric Power Company.
- 1971.: National Railroad Passenger Corporation (Amtrak) je korporacija u vlasništvu vlade i osnovana 1971 da se izrazi cilj oslobađanja američkih željeznica da pruže među gradski putnički promet. Prvobitne željeznice su nekoliko puta htjele prekinnuti transport putnika i zato je Antrak osnovan. formation.
- 1976.: The Consolidated Rail Corporation (Conrail), nova vladina korporacija, je stvorena s preuzme djelatnost šest bankrotiranihželjezničkih kompanija koje su većinom djelovale na sjeveroistoku, Conrail je privatiziran 1987. Početni planovi za Conrail bili su da bude u potpunosti nacionaliziran kao što je bio za 1. svjetskog rata, ali kasnije je ponuda Association of American Railroads pobijedila.
- 1980-te: Resolution Trust Corporation preuzeli su kontrolu nad stotinama propalih štedionica
- 2001.: Kao odgovor na napade 11. rujna, i do onda privatne kompanije za sigurnost su nacionalizirane i dane na upravljanje Transportation Security Administration.
- 2008.: Neki ekonomisti smatraju da je preuzimanje tvrtka Federal Home Loan Mortgage Corporation i Federal National Mortgage Association nacionalizacija. Model koji koristi je model nadgledanja od Fannie Mae i Freddie Mac. On je jednostavniji i brži od nacionalizacije.
- 2009.: Neki ekonomisti smatraju da djelatnost vlade SAD koje se odnose na Citigroup su djelomična nacionalizacija. Zahtijeva se da banke kao Citigroup budu podvrgnute sličnom modelu nadgledanja, tako da dobra imovina bude prebačena u novostvorenu dobru banku, i da će ostatak loše imovine biti ostavljen na upravljanje ovoj strukturi. Djelatnost vlade SAD s obzirom na General Motors koja se sastoji u smjenjivanju CEO s CEO koji je odobrila vlada može se smatrati nacionalizacijom. Dana 1. lipnja 2009., General Motors bili su pred bankrotom, u koji je SAD investirao 50 milijarda $ i preuzeo 60 % vlasništva u tvrtci. Predsjednik Obama, izjavio je, da je nacionalizacija privremena, govoreći, „Mi djelujemo kao nepristrani dioničari jer ovo je samo pomoć GM da uspije”.

### Sovjetski Savez
- 1918. Sve proizvodne kompanije, trgovačke kompanije, sve privatne kompanije, cijeli bankovni sistem, poljoprivredni sektor. U osnovi sve je bilo nacionalizirano u ime Revolucije (opravdanje koje se koristilo kao parola u procesu nacionalizacije), zabranjeno je privatno vlasništvo. Kasnije je Lenjinova vlada proglasila Novu ekonomski politiku koja je malo usporila proces, no nakon njegove smrti, Staljin je opet pokrenuo proces.

### Španjolska
- 1941. Španjolske željeznice su nacionalizirane, kao RENFE, kao posljedica španjolskog građanskog rata.
- 1983. Bez naknade nacionalizirana je španjolska Rumasa. Neke djelatnosti kasnije su privatizirane.

### Šri Lanka
- 1958. Vlada je nacionalizirala autobusni transport (stvoren je Ceylon Transport Board). Luka Kolombo je također nacionalizirana iste godine.
- 1961. Lokalne podružnice naftnih kompanija u stranom vlasništvu, Caltex, Esso i Shell stvaraju kartel, koji je potom nacionaliziran. Osiguravajuća društva i Bank of Ceylon su također nacionalizirana iste godine.
- 1971. Rudnici grafita su nacionalizirani.
- 1972. Plantaže čaja i gume u vlasništvu lokalnih vlasnika su nacionalizirani u skladu sa zakonom o zemljišnoj reformi.
- 1975. Plantaže (u vlasništvu britanske kompanije) su nacionalizirane
- 2009. Seylan Bank je nacionalizirana da bi se spriječio njen kolaps.

### Švedska
- 1939. – 1948. Nacionalizacija većine privatnih željezničkih kompanija.
- 1957. Rudarska kompanija LKAB je nacionalizirana. Država je u vlasništvu 50 % korporacijskih dionica.
- 1992. Veći dio Švedskog bankarskog sektora je nacionaliziran.

### Ujedinjeno Kraljevstvo
Sljedeće kompanije /industrije su nacionalizirane dolje navedenih godina:
- 1868. Nacionalizacija fiksne telefonije pod GPO[14]
- 1875. Suez Canal Company – Egipatski udio u kompaniji je otkupila britanska vlada.
- 1912. Nacionalizacija fiksne telefonije pod GPO, osim Portsmouth, Hull, Guernsey, and Jersey. Telefonske usluge Portsmoutha nacionalizirane su sljedeće godine.
- 1916. Liquor Trade – nacionalizacija pubova i pivovara na području Carlisle, Gretna, Cromarty i Enfield u skladu sa State Management Scheme; u biti to je pokušaj da se ograniči korištenje alkohola kod radnika u tvornicama. Oni su privatizirani godine 1973.
- 1926. Central Electricity Board stvoren u skladu s The Electricity (Supply) Act 1926 stvorilo je National Grid i postavilo standarde za isporuku električne energije u UK.
- 1927 British Broadcasting Company (kompanija u privatnom vlasništvu) postala je British Broadcasting Corporation (BBC), kojom upravlja javna kompanija Royal Charter.
- 1933. London Transport
- 1938. Nacionalizacija industrije ugljena pod nadzorom Coal Commission[16]
- 1939. British Overseas Airways Corporation (BOAC) kasnije je nazvana British Airways (BA) – kombinacija je privatnog British Airways Ltd. i Imperial Airways u vlasništvu države
- 1939. Prije 2. svjetskog rata, većina britanske industrije je bila pod regulacijom ili kontrolom države, iako nije provedena nacionalizacija kao takva.
- 1943. North of Scotland Hydro-Electricity Board
- 1946. Industrija ugljena prema National Coal Board (later British Coal); Bank of England – kasnije je dobila i privatne vlasnike dionica koji su kupljene od države.
- 1947. Central Electricity Generating Board i područje električnih ploča, Cable & Wireless Ltd - kasnije je dobila i privatne vlasnike dionica koji su kupljene od države.
- 1948. Nacionalna željeznica, unutrašnji (ne i pomorski) vodeni transport, neke cestovne transportne kompanije Thomas Cook & Son pod British Transport Commission. Posebni dijelovi su vođeni kao British Railways, British Road Services, i British Waterways, isto tako su i državnu zdravstvenu službu preuzele bivše mjesne vlasti, privatne komercijalne i dobrotvorne organizacije.
- 1949.  Lokalne vlasti preuzele su opskrbu plinom u Engleskoj, Škotskoj i Welsu.
- 1951. Industrija željeza i čelika (denacionalizirana je konzervativnom vladom koja je sljedila)
- 1967. British Steel.
- 1969. National Bus Company, tvrtku je uz ranije interese British Transport Commission s drugim zahtjevima preuzela British Electric Traction grupe.
- 1969. Osnovana je Post Office korporacija .
- 1971. Rolls-Royce (1971) Ltd – Strategijski važan aero-mašinski dio nedavno bankrotiranog Rolls Royce Limited.
- 1973. Lokalne vlasti u Engleskoj i Welsu preuzele su upravu nad opskrbom vodom
- 1973. Korporacija British Gas plc je stvorena, i zamjenjuje regionalna poduzeća.
- 1974. British Petroleum – kombinaciju os 50 % dionica kupio je the Winston Churchill kao Prvi Lord Admiraliteta nakon 1. svjetskog rata s oko 25 % dionica koje je stekla Bank of England od Burmah Oil učinili su direktno ili indirektno vladu većinskim vlasnikom dionica BP, iako je komercijalna samostalnost ostala. Ove dionice prodane su u 80-tih godina 20. stoljeća.
- 1975. National Enterprise Board – je kompanija u vlasništvu države za potpuno ili djelomični preuzimanje vlasništva kod preuzimanja industrije.
- 1976. British Leyland Motor Corporation - postaje British Leyland nakon nacionalizacije. Privatizirana je 1986..  kao British Aerospace.
- 1977. British Aerospace - je kombinacija velikih zračnih kompanija British Aircraft Corporation, Hawker Siddeley i drugih. British Shipbuilders – je kombinacija glavnih kompanija za gradnju brodova, a uključuje i druge veće kompanije Cammell Laird, Govan Shipbuilders, Swan Hunter, Yarrow Shipbuilders
- 1981. stvoren je British Telecom i preuzima kontrolu na telekomunikacijskim službama od Post Office
- 1984. Johnson Matthey –je za nominalnu svotu od £1 kupila vlada M. Thatcher.
- 1997. Docklands Light Railway - John Prescott izjavio je na konferenciju laburističke stranke da je kompanija nacionalizirana, iako je već bila u javnom vlasništvu.
- 2001. Railtrack – vlasnik i operator željezničke infrastrukture, Reiltrack, nije nacionaliziran kao takav. Ipak na njegovo mjesto dolazi Network Rail, koji iako nije u državnom vlasništvu, nema dioničara, tvrtka je ograničena državnim jamstvom. U skladu s prije navedenim vlada je počela da koristi ostatak udjela os 0,2 % (uključujući pravo glasa) Railtrack Group Plc koji je ostao od početne prodaje.
- 2008. Northern Rock – kako je najavio Alistair Darling, Ministar financija 17. veljače 2008 kao “privremena mjera”. Banka će biti vođena kao komercijalni posao i kasnije biti prodana privatnim kupcima.
- 2008. Bradford & Bingley (samo hipotekarni dio) – u skladu s izjavom koju je dao Alistair Darling, Ministar financija 29. rujna 2008. Udio kompanije koji se odnosi na kredite je nacionalizirana, a komercijalni dio prodan.
- 2008. U listopadu Royal Bank of Scotland, i tek spojeni HBOS-Lloyds TSB su djelomično nacionalizirani. Vlada je preuzela oko 60 % RBS (kasnije i 70 % a onda i 80 %) i 40 % od HBOS-Lliydys TSB. Ovaj dio je od 500bn £ koji su dani kao paket za spas kompaniji.
- 2009. 13. studenoga, Directly Operated Railways, vladina kompanija je preuzela je East Coast Main Line koji je National Express kupio 2007 za 1.4 billion £, suma koja se po prvim sporazumom trebala isplatiti kroz 7 godina. Nacionalizirana služba operira kao East Coast i uključuje  službe od Londona do York i Edinburgh. Izjavili su da je ovo privremena vladina mjera, koja je trebala trajati 2 godine.

#### Britanska imovina koju su nacionalizirale druge države
- 1940-te Argentinske željeznice
- 1953. Podružnice British Petroleum u Iranu nacionalizirala je iranska vlada ( u stvari to je nacionalizacija djela djelomično nacionalizirane kompanije)
- 1956. Egipatska vlada nacionalizirala je Suetski kanal, koji je bio u vlasništvu Suez Canal Kompanije koji je bio u djelomičnom vlasništvu Britanske države.
- 1962. Vlada Šri Lanke je nacionalizirala podružnice Royal Dutch Shell koji su u djelomičnom vlasništvu Britanije
- 1975.  Vlada Šri Lanke je nacionalizirala podružnice u koje su bile u vlasništvu britanski kompanije za plantaže.

### Venezuela
- 2007. 1. svibnja 2007., Venezuela oduzela je najvećim svjetskim kompanijama operacijsku kontrolu nad velikim projektima u pojasu Orinico, kao kontroverzna činjenica u nacionalizacijskom procesu predsjednika Huga Chaveza.
- 2008. 3. travnja 2008., Predsjednik Hugo Chavez naredio je nacionalizaciju industrije cementa.
- 2008. 9. travnja 2008., Hugo Chavez naredio je nacionalizaciju venecuelskih čeličana Sidor, u kojim je kompanija Ternium u vlasništvu luksemburških vlasnika imala 60 % dionica. Zaposlenici Sidora i vlada imaju 20 % dionica.
- 2008. 19. kolovoza 2008., Hugo Chavez naredio je preuzimanje tvornice cementa koju je osnovao i upravljao Cemex, međunarodni proizvođač cementa. I dok su dionice Cemexa pale na New Yorškoj burzi, cementna tvornica je bila oko 5 % poslova kompanije i nije se očekivalo da značajno utječe na sposobnost kompanije da djeluje na drugim tržištima, Chavez je želio nacionalizirati industriju betona i čelika u svojoj zemlji da ostvari građevinski i infrastrukturalne ciljeve.
- 2009. 28. veljače 2009., Hugo Chavez naredio vojski da preuzme sve tvornice za preradu i pakiranje riže.
- 2010. 20. siječnja 2010., Hugo Chavez potpisao je nalog da se nacionalizira 6 supermarketa u Venecueli pod upravom francuske trgovačke kuće zbog podizanja cijena i sumnje za neistinitu reklamu.
- 2010. 24. lipnja 2010, Venecuela je izrazila namjeru da nacionalizira platforme za bušenje nafte u vlasništvu američke kompanije Helmerich & Payne.
- 2010. 25. listopada 2010, Chavez izjavljuje da je vlada nacionalizirala dvije tvornice za proizvodnju stakla u vlasništvu rezidenta SAD-a.
- 2010. 31. listopad 2010, Venecuelanski Predsjednik Hugo Chavez izjavio je da će njegova vlada preuzeti Sidetur, tvornicu za proizvodnju čelika. Sidetur je u vlasništvu Vivencie, koja je imala dvije kompanije za minerale koje je vlada izvlastila 2008.

### Zimbabve
- Zimbabwe je nacionalizirao infrastrukturu za distribuciju hrane.
- Zimbabwe Cricket (ranije Zimbabwe Cricket Union In) je nacionalizirana 2004.

Druge zemlje
- Nacionalizacija naftne industrije u mnogim zemljama, uključujući Libiju, Kuvajt, Meksiko, Nigerija, Saudijska Arabija, and Venezuela.

## Vanjske poveznice
- Primjer za nacionalizaciju bankarstva  Arhivirana inačica izvorne stranice od 9. ožujka 2016. (Wayback Machine)
- Nacionalizacija HypoReal Estate banke u Njemačkoj, DW
- business hr:moguća izvlaštenja vlasnika zemlje  Arhivirana inačica izvorne stranice od 3. rujna 2014. (Wayback Machine)